# ماريون مارتن
ماريون مارتن (بالإنجليزية: Marion Martin)‏ هي ممثلة أمريكية، ولدت في 7 يونيو 1909 بفيلادلفيا في الولايات المتحدة، وتوفيت في 13 أغسطس 1985 بسانتا مونيكا في الولايات المتحدة.

## أعمال

### أفلام
- (1938) مذنبون في الجنة
- (1940) فتاة الجمعة[1]
- (1950) مفتاح المدينة

## وصلات خارجية
- ماريون مارتن على موقع IMDb (الإنجليزية)
- ماريون مارتن على موقع ألو سيني (الفرنسية)
- ماريون مارتن على موقع أول موفي (الإنجليزية)
- ماريون مارتن على موقع قاعدة بيانات برودواي على الإنترنت (الإنجليزية)
- ماريون مارتن على موقع قاعدة بيانات الأفلام السويدية (السويدية)
- ماريون مارتن على موقع إن إن دي بي (الإنجليزية)
- ماريون مارتن على موقع ديسكوغز (الإنجليزية)
- ماريون مارتن على موقع قاعدة بيانات الفيلم (الإنجليزية)
- ماريون مارتن على موقع كينوبويسك (الروسية)